# Injinoo
Injinoo – miasto w Australii, w stanie Queensland.